# Real Club Celta de Vigo 2022-2023
Questa voce raccoglie le informazioni riguardanti il Real Club Celta de Vigo nelle competizioni ufficiali della stagione 2022-2023.

## Maglie e sponsor
| Casa | Trasferta |

Sponsor ufficiale: Estrella Galicia
Fornitore tecnico: Adidas

## Rosa
Rosa e numerazione aggiornate al 23 aprile 2023.
| N. |                       | Ruolo | Calciatore            |
| -- | --------------------- | ----- | --------------------- |
| 1  | Argentina (bandiera)  | P     | Agustín Marchesín     |
| 2  | Spagna (bandiera)     | D     | Hugo Mallo (capitano) |
| 3  | Spagna (bandiera)     | D     | Óscar Mingueza        |
| 4  | Spagna (bandiera)     | D     | Unai Núñez            |
| 5  | Spagna (bandiera)     | C     | Óscar Rodríguez       |
| 7  | Spagna (bandiera)     | A     | Carles Pérez          |
| 8  | Spagna (bandiera)     | C     | Fran Beltrán          |
| 9  | Portogallo (bandiera) | A     | Gonçalo Paciência     |
| 10 | Spagna (bandiera)     | A     | Iago Aspas            |
| 11 | Argentina (bandiera)  | C     | Franco Cervi          |
| 13 | Spagna (bandiera)     | P     | Iván Villar           |
| 14 | Perù (bandiera)       | C     | Renato Tapia          |

| N. |                        | Ruolo | Calciatore               |
| -- | ---------------------- | ----- | ------------------------ |
| 15 | Ghana (bandiera)       | D     | Joseph Aidoo             |
| 17 | Spagna (bandiera)      | D     | Javi Galán               |
| 18 | Norvegia (bandiera)    | A     | Jørgen Strand Larsen     |
| 19 | Svezia (bandiera)      | C     | Williot Swedberg         |
| 20 | Spagna (bandiera)      | D     | Kevin Vázquez            |
| 21 | Argentina (bandiera)   | C     | Augusto Solari           |
| 22 | Svizzera (bandiera)    | A     | Haris Seferović          |
| 23 | Stati Uniti (bandiera) | C     | Luca de la Torre         |
| 24 | Spagna (bandiera)      | C     | Gabri Veiga              |
| 26 | Spagna (bandiera)      | D     | Carlos Domínguez Cáceres |
| 29 | Spagna (bandiera)      | A     | Miguel Rodríguez         |
| 30 | Spagna (bandiera)      | C     | Hugo Álvarez             |

## Calciomercato

### Sessione estiva
| Acquisti | Acquisti             | Acquisti              | Acquisti                    |
| R.       | Nome                 | da                    | Modalità                    |
| -------- | -------------------- | --------------------- | --------------------------- |
| A        | Jørgen Strand Larsen | Groningen             | definitivo (12,4 milioni €) |
| C        | Williot Swedberg     | Hammarby              | definitivo (5,5 milioni €)  |
| C        | Luca de la Torre     | Heracles Almelo       | defintitvo (1,4 milioni €)  |
| P        | Agustín Marchesín    | Porto                 | defintitvo (1,05 milioni €) |
| A        | Carles Pérez         | Roma                  | prestito (1 milione €)      |
| D        | Óscar Mingueza       | Barcellona            | gratuito                    |
| A        | Gonçalo Paciência    | Eintracht Francoforte | n.d.                        |
| D        | Unai Núñez           | Athletic Bilbao       | prestito                    |
| C        | Óscar Rodríguez      | Siviglia              | prestito                    |
| D        | Unai Núñez           | Athletic Bilbao       | prestito                    |
| C        | Óscar Rodríguez      | Athletic Bilbao       | prestito                    |
| P        | Iván Villar          | Leganés               | fine prestito               |

| Cessioni | Cessioni        | Cessioni             | Cessioni                  |
| R.       | Nome            | a                    | Modalità                  |
| -------- | --------------- | -------------------- | ------------------------- |
| C        | Brais Méndez    | Real Sociedad        | definitivo (14 milioni €) |
| D        | Néstor Araújo   | América              | definitivo (3 milioni €)  |
| C        | Okay Yokuslu    | West Bromwich        | gratuito                  |
| A        | Emre Mor        | Fatih Karagümrük     | gratuito                  |
| C        | Orbelín Pineda  | AEK Atene            | prestito                  |
| P        | Rubén Blanco    | Olympique Marsiglia  | prestito                  |
| A        | Julen Lobete    | RKC Waalwijk         | prestito                  |
| D        | Sergio Carreira | Villarreal B         | prestito                  |
| D        | José Fontán     | Go Ahead Eagles      | prestito                  |
| A        | Alfon González  | Racing Santander     | prestito                  |
| C        | Miguel Baeza    | Rio Ave              | prestito                  |
| A        | Santi Mina      | Al-Shabab            | prestito                  |
| A        | Nolito          |                      | Svincolato                |
| P        | Diego Alves     |                      | Svincolato                |
| D        | Jeison Murillo  | Sampdoria            | fine prestito             |
| A        | Thiago Galhardo | Internacional        | fine prestito             |
| P        | Matías Dituro   | Universidad Católica | fine prestito             |

#### Sessione invernale
| Acquisti | Acquisti        | Acquisti         | Acquisti      |
| R.       | Nome            | da               | Modalità      |
| -------- | --------------- | ---------------- | ------------- |
| A        | Haris Seferović | Benfica          | prestito      |
| P        | Diego Alves     |                  | Svincolato    |
| A        | Alfon González  | Racing Santander | fine prestito |

| Cessioni | Cessioni       | Cessioni    | Cessioni              |
| R.       | Nome           | a           | Modalità              |
| -------- | -------------- | ----------- | --------------------- |
| C        | Denis Suárez   | Espanyol    | prestito (200 mila €) |
| A        | Alfon González | Real Murcia | prestito              |

## Risultati

### Primera División

#### Girone di andata
| Arbitro: | Miguel Ángel Ortiz Arias |

|                                |           |                           |
| Iago Aspas 45+2’ Paciência 63’ | Marcatori | 72’ Expósito 90+8’ Joselu |

| Arbitro: | Jesús Gil Manzano |

|                       |           |                                                             |
| Iago Aspas 23’ (rig.) | Marcatori | 14’ (rig.) Benzema 42’ Modrić 56’ Vinícius Jr. 66’ Valverde |

| Arbitro: | Carlos del Cerro Grande |

|  |           |                |
|  | Marcatori | 49’ Iago Aspas |

| Arbitro: | Juan Luis Pulido Santana |

|                               |           |  |
| Iago Aspas 56’, 75’ Óscar 62’ | Marcatori |  |

| Arbitro: | Alejandro Hernández Hernández |

|                                                        |           |           |
| Á. Correa 9’ de Paul 50’ Carrasco 66’ Núñez 82’ (aut.) | Marcatori | 71’ Veiga |

| Arbitro: | Pablo González Fuertes |

|                                                  |           |  |
| Castillejo 37’ Marcos André 82’ A. Almeida 90+3’ | Marcatori |  |

| Arbitro: | César Soto Grado |

|          |           |  |
| Veiga 9’ | Marcatori |  |

| Arbitro: | Pablo González Fuertes |

|           |           |  |
| Pedri 17’ | Marcatori |  |

| Arbitro: | Guillermo Cuadra Fernández |

|                |           |                              |
| Iago Aspas 39’ | Marcatori | 30’ Illaramendi 54’ Zubeldia |

| Arbitro: | Valentín Pizarro Gómez |

|                                       |           |           |
| Mesa 32’ Joaquín F. 62’ León 74’, 79’ | Marcatori | 28’ Óscar |

| Arbitro: | Pablo González Fuertes |

|           |           |               |
| Aidoo 89’ | Marcatori | 43’ Enes Ünal |

| Arbitro: | Carlos del Cerro Grande |

|                                        |           |           |
| Lázaro 52’ de la Hoz 60’ Eguaras 90+6’ | Marcatori | 25’ Veiga |

| Arbitro: | Jorge Figueroa Vázquez |

|                |           |               |
| Iago Aspas 19’ | Marcatori | 8’, 28’ Ávila |

| Madrid 10 novembre 2022, ore CET 14ª giornata | Rayo Vallecano            | 0 – 0 referto | Celta Vigo | Stadio Vallecas (12 419 spett.)\| Arbitro: \| José Luis Munuera Montero \| |
| Arbitro:                                      | José Luis Munuera Montero |               |            |                                                                            |

| Arbitro: | Ricardo de Burgos Bengoetxea |

|           |           |           |
| Veiga 33’ | Marcatori | 54’ Salas |

| Arbitro: | Miguel Ángel Ortiz Arias |

|  |           |               |
|  | Marcatori | 5’ Iago Aspas |

| Arbitro: | Javier Alberola Rojas |

|                   |           |            |
| Strand Larsen 68’ | Marcatori | 15’ Gerard |

| Arbitro: | Juan Luis Pulido Santana |

|               |           |  |
| Rodríguez 59’ | Marcatori |  |

| Arbitro: | Isidro Díaz de Mera Escuderos |

|                |           |  |
| Iago Aspas 71’ | Marcatori |  |

#### Girone di ritorno
| Arbitro: | Carlos del Cerro Grande |

|                                        |           |                                           |
| Juanmi 9’ Canales 23’ Fekir 84’ (rig.) | Marcatori | 9’ Strand Larsen 42’, 56’ Veiga 84’ Aidoo |

| Arbitro: | Jorge Figueroa Vásquez |

|  |           |           |
|  | Marcatori | 89’ Depay |

| Arbitro: | Miguel Ángel Ortiz Arias |

|              |           |                         |
| Oyarzabal 5’ | Marcatori | 90+3’ (aut.) Le Normand |

| Arbitro: | Ricardo de Burgos Bengoetxea |

|                              |           |  |
| Seferović 17’ Veiga 32’, 64’ | Marcatori |  |

| Pamplona 6 marzo 2023, ore 21:00 CET 24ª giornata | Osasuna                     | 0 – 0 referto | Celta Vigo | Stadio El Sadar (17 684 spett.)\| Arbitro: \| José María Sánchez Martínez \| |
| Arbitro:                                          | José María Sánchez Martínez |               |            |                                                                              |

| Arbitro: | Juan Luis Pulido Santana |

|                                     |           |  |
| Iago Aspas 51’, 85’ Ciss 52’ (aut.) | Marcatori |  |

| Arbitro: | Guillermo Cuadra Fernández |

|             |           |                                              |
| Gragera 86’ | Marcatori | 26’ Veiga 45’ (rig.) Iago Aspas 82’ C. Pérez |

| Arbitro: | Alejandro Hernández Hernández |

|                            |           |                      |
| Seferović 10’ C. Pérez 81’ | Marcatori | 7’ Babić 32’ Puigmal |

| Arbitro: | Valentín Pizarro Gómez |

|                         |           |                               |
| En-Nesyri 43’ Acuña 81’ | Marcatori | 89’ Rodríguez 90+3’ Paciência |

| Arbitro: | Miguel Angel Ortiz Arias |

|  |           |               |
|  | Marcatori | 21’ A. Ndiaye |

| Arbitro: | Mateu Lahoz |

|                         |           |  |
| Asensio 42’ Militão 48’ | Marcatori |  |

| Arbitro: | de Mera Escuderos |

|           |           |  |
| Aidoo 90’ | Marcatori |  |

| Arbitro: | Pablo González Fuertes |

|                             |           |                   |
| Jackson 2’, 12’ Terrats 70’ | Marcatori | 29’ Strand Larsen |

| Arbitro: | Cuadra Fernández |

|                     |           |  |
| Enes Ünal 3’ (rig.) | Marcatori |  |

| Arbitro: | Soto Grado |

|               |           |                            |
| Seferović 60’ | Marcatori | 8’ J. Kluivert 88’ A. Marí |

| Arbitro: | Melero |

|                              |           |                   |
| I. Williams 5’ Berenguer 54’ | Marcatori | 50’ Strand Larsen |

| Arbitro: | Mateu Lahoz |

|              |           |                   |
| C. Pérez 42’ | Marcatori | 59’ (rig.) Stuani |

| Arbitro: | de Burgos Bengoetxea |

|             |           |  |
| Sobrino 53’ | Marcatori |  |

| Arbitro: | Pulido Santana |

|                |           |          |
| Veiga 42’, 65’ | Marcatori | 79’ Fati |

### Copa del Rey
| Arbitro: | Dámaso Arcediano Monescillo |

|           |           |                                                                                      |
| Muñoz 15’ | Marcatori | 35’ Cervi 55’ C. Pérez 59’ Óscar 62’ Strand Larsen 84’ (rig.) Galán 90+1’ K. Vázquez |

| Arbitro: | Miguel Ángel Ortiz Arias |

|  |           |                                        |
|  | Marcatori | 31’ C. Pérez 55’ Aidoo 68’ de la Torre |

| Arbitro: | Juan Martínez Munuera |

|                                   |           |               |
| Puado 53’ Darder 97’ Melamed 118’ | Marcatori | 15’ Paciência |

## Statistiche

### Statistiche di squadra
| Competizione | Punti | In casa | In casa | In casa | In casa | In casa | In casa | In trasferta | In trasferta | In trasferta | In trasferta | In trasferta | In trasferta | Totale | Totale | Totale | Totale | Totale | Totale | DR |
| Competizione | Punti | G       | V       | N       | P       | Gf      | Gs      | G            | V            | N            | P            | Gf           | Gs           | G      | V      | N      | P      | Gf     | Gs     | DR |
| ------------ | ----- | ------- | ------- | ------- | ------- | ------- | ------- | ------------ | ------------ | ------------ | ------------ | ------------ | ------------ | ------ | ------ | ------ | ------ | ------ | ------ | -- |
| Liga         | 43    | 19      | 7       | 6       | 6       | 26      | 21      | 19           | 4            | 4            | 10           | 17           | 30           | 38     | 11     | 10     | 16     | 43     | 51     | -8 |
| Coppa del Re | -     | 0       | 0       | 0       | 0       | 0       | 0       | 3            | 2            | 0            | 1            | 10           | 4            | 3      | 2      | 0      | 1      | 10     | 4      | +6 |
| Totale       | -     | 19      | 7       | 6       | 6       | 26      | 21      | 22           | 6            | 4            | 11           | 27           | 34           | 41     | 13     | 10     | 17     | 53     | 55     | -2 |

### Andamento in campionato
| Giornata  | 1 | 2  | 3  | 4 | 5  | 6  | 7  | 8  | 9  | 10 | 11 | 12 | 13 | 14 | 15 | 16 | 17 | 18 | 19 | 20 | 21 | 22 | 23 | 24 | 25 | 26 | 27 | 28 | 29 | 30 | 31 | 32 | 33 | 34 | 35 | 36 | 37 | 38 |
| --------- | - | -- | -- | - | -- | -- | -- | -- | -- | -- | -- | -- | -- | -- | -- | -- | -- | -- | -- | -- | -- | -- | -- | -- | -- | -- | -- | -- | -- | -- | -- | -- | -- | -- | -- | -- | -- | -- |
| Luogo     | C | C  | T  | C | T  | T  | C  | T  | C  | T  | C  | T  | C  | T  | C  | T  | C  | T  | C  | T  | C  | T  | C  | T  | C  | T  | C  | T  | C  | T  | C  | T  | T  | C  | T  | C  | T  | C  |
| Risultato | N | P  | V  | V | P  | P  | V  | P  | P  | P  | N  | P  | P  | N  | N  | V  | N  | P  | V  | V  | P  | N  | V  | N  | V  | V  | N  | N  | P  | P  | V  | P  | P  | P  | P  | N  | P  | V  |
| Posizione | 9 | 16 | 12 | 8 | 13 | 13 | 11 | 11 | 11 | 14 | 13 | 17 | 18 | 17 | 17 | 16 | 16 | 17 | 16 | 12 | 14 | 14 | 13 | 12 | 11 | 9  | 10 | 10 | 12 | 13 | 13 | 13 | 13 | 13 | 14 | 14 | 17 | 13 |

Legenda:

Luogo: C = Casa; T = Trasferta. Risultato: V = Vittoria; N = Pareggio; P = Sconfitta.

### Statistiche dei giocatori
Sono in corsivo i calciatori che hanno lasciato la società a stagione in corso 
| Giocatore        | Liga     | Liga | Liga        | Liga       | Coppa del Re | Coppa del Re | Coppa del Re | Coppa del Re | Totale   | Totale | Totale      | Totale     |
| Giocatore        | Presenze | Reti | Ammonizioni | Espulsioni | Presenze     | Reti         | Ammonizioni  | Espulsioni   | Presenze | Reti   | Ammonizioni | Espulsioni |
| ---------------- | -------- | ---- | ----------- | ---------- | ------------ | ------------ | ------------ | ------------ | -------- | ------ | ----------- | ---------- |
| J. Aidoo         | 35       | 3    | 4           | 1          | 2            | 1            | 1            | 0            | 37       | 4      | 5           | 1          |
| I. Aspas         | 37       | 12   | 5           | 0          | 2            | 0            | 0            | 0            | 39       | 12     | 5           | 0          |
| M. Baeza         | 0        | 0    | 0           | 0          | 2            | 0            | 0            | 0            | 2        | 0      | 0           | 0          |
| F. Beltrán       | 36       | 0    | 3           | 0          | 3            | 0            | 2            | 0            | 39       | 0      | 5           | 0          |
| F. Cervi         | 36       | 0    | 2           | 1          | 3            | 1            | 1            | 0            | 39       | 1      | 3           | 1          |
| L. De La Torre   | 28       | 0    | 6           | 0          | 2            | 1            | 0            | 0            | 30       | 1      | 6           | 0          |
| C. Domínguez     | 3        | 0    | 0           | 0          | 1            | 0            | 0            | 0            | 4        | 0      | 0           | 0          |
| P. Durán         | 4        | 0    | 0           | 0          | 0            | 0            | 0            | 0            | 4        | 0      | 0           | 0          |
| J. Galán         | 37       | 0    | 6           | 0          | 3            | 1            | 1            | 0            | 40       | 1      | 7           | 0          |
| H. Mallo         | 26       | 0    | 5           | 1          | 2            | 0            | 0            | 0            | 28       | 0      | 5           | 1          |
| A. Marchesín     | 19       | -29  | 3           | 0          | 1            | -2           | 0            | 1            | 20       | -31    | 3           | 1          |
| F. Medrano       | 1        | 0    | 0           | 0          | 2            | 0            | 0            | 0            | 3        | 0      | 0           | 0          |
| Ó. Mingueza      | 21       | 0    | 2           | 0          | 2            | 0            | 0            | 0            | 23       | 0      | 2           | 0          |
| U. Núñez         | 36       | 0    | 8           | 0          | 3            | 0            | 0            | 0            | 39       | 0      | 8           | 0          |
| G. Paciência     | 25       | 2    | 2           | 1          | 3            | 1            | 0            | 0            | 28       | 3      | 2           | 1          |
| C. Pérez         | 35       | 3    | 4           | 0          | 3            | 2            | 0            | 0            | 38       | 5      | 4           | 0          |
| Ó. Rodríguez     | 33       | 2    | 6           | 0          | 3            | 1            | 1            | 0            | 36       | 3      | 7           | 0          |
| M. Rodríguez     | 7        | 1    | 0           | 0          | 1            | 0            | 0            | 0            | 8        | 1      | 0           | 0          |
| H. Seferović     | 18       | 3    | 3           | 0          | 0            | 0            | 0            | 0            | 18       | 3      | 3           | 0          |
| A. Solari        | 12       | 0    | 1           | 0          | 0            | 0            | 0            | 0            | 12       | 0      | 1           | 0          |
| H. Sotelo        | 1        | 0    | 0           | 0          | 0            | 0            | 0            | 0            | 1        | 0      | 0           | 0          |
| J. Strand Larsen | 32       | 4    | 4           | 0          | 3            | 1            | 1            | 0            | 35       | 5      | 5           | 0          |
| W. Swedberg      | 4        | 0    | 1           | 0          | 3            | 0            | 0            | 0            | 7        | 0      | 1           | 0          |
| R. Tapia         | 28       | 0    | 6           | 1          | 1            | 0            | 2            | 0            | 29       | 0      | 8           | 1          |
| K. Vázquez       | 10       | 0    | 2           | 0          | 2            | 1            | 1            | 0            | 12       | 1      | 3           | 0          |
| G. Veiga         | 36       | 11   | 6           | 1          | 3            | 0            | 0            | 0            | 39       | 11     | 6           | 1          |
| I. Villar        | 19       | -24  | 0           | 0          | 2            | -1           | 0            | 0            | 21       | -25    | 0           | 0          |